# U-509 (tàu ngầm Đức)
U-509 là một tàu ngầm tấn công  Lớp Type IX thuộc phân lớp Type IXC được Hải quân Đức Quốc Xã chế tạo trong Chiến tranh Thế giới thứ hai. Nhập biên chế năm 1941, nó đã thực hiện được bốn chuyến tuần tra, đánh chìm năm tàu buôn với tổng tải trọng 29.091 GRT, gây tổn thất toàn bộ cho một chiếc tải trọng 7.129 GRT, đồng thời gây hư hại cho ba chiếc khác tổng tải trọng 20.014 GRT. Trong chuyến tuần tra cuối cùng, U-509 bị một máy bay ném bom-ngư lôi TBM Avenger xuất phát từ tàu sân bay hộ tống USS Santee của Hải quân Hoa Kỳ đánh chìm trong Đại Tây Dương về phía Tây Bắc Madeira vào ngày 15 tháng 7, 1944.

## Thiết kế và chế tạo

### Thiết kế
Thiết kế của tàu ngầm Type IXC có kích thước hơi nhỉnh hơn so với phân lớp Type IXB dẫn trước. Chúng có trọng lượng choán nước 1.120 t (1.100 tấn Anh) khi nổi và 1.232 t (1.213 tấn Anh) khi lặn. Con tàu có chiều dài chung 76,76 m (251 ft 10 in), lớp vỏ trong chịu áp lực dài 58,75 m (192 ft 9 in), mạn tàu rộng 6,76 m (22 ft 2 in), chiều cao 9,60 m (31 ft 6 in) và mớn nước 4,70 m (15 ft 5 in).
Chúng trang bị hai động cơ diesel MAN M 9 V 40/46 siêu tăng áp 9-xy lanh 4 thì, tổng công suất 4.400 PS (3.200 kW; 4.300 bhp), dẫn động hai trục chân vịt đường kính 1,92 m (6,3 ft), cho phép đạt tốc độ tối đa 18,3 kn (33,9 km/h), và tầm hoạt động tối đa 13.450 nmi (24.910 km) khi đi tốc độ đường trường 10 kn (19 km/h). Khi đi ngầm dưới nước, chúng sử dụng hai động cơ/máy phát điện Siemens-Schuckert 2 GU 345/34 tổng công suất 1.000 PS (740 kW; 990 shp). Tốc độ tối đa khi lặn là 7,3 kn (13,5 km/h), và tầm hoạt động 63 nmi (117 km) ở tốc độ 4 kn (7,4 km/h). Con tàu có khả năng lặn sâu đến 230 m (750 ft).
Vũ khí trang bị có sáu ống phóng ngư lôi 53,3 cm (21 in), bao gồm bốn ống trước mũi và hai ống phía đuôi, và mang theo tổng cộng 22 quả ngư lôi 53,3 cm (21 in). Tàu ngầm Type IX trang bị một hải pháo 10,5 cm (4,1 in) SK C/32 với 110 quả đạn, một pháo phòng không 3,7 cm (1,5 in) SK C/30 và hai pháo phòng không 2 cm (0,79 in) C/30. Thủy thủ đoàn bao gồm 4 sĩ quan và 44 thủy thủ.

### Chế tạo
U-509 được đặt hàng vào ngày 20 tháng 10, 1939, và được đặt lườn tại xưởng tàu Deutsche Werft ở Hamburg vào ngày 1 tháng 11, 1940. Nó được hạ thủy vào ngày 19 tháng 8, 1941, và nhập biên chế cùng Hải quân Đức Quốc Xã vào ngày 4 tháng 11, 1941 dưới quyền chỉ huy của Hạm trưởng, Thiếu tá Hải quân Karl-Heinz Wolff.

## Lịch sử hoạt động

### 1942
Sau khi hoàn tất việc chạy thử máy và huấn luyện trong thành phần Chi hạm đội U-boat 4, U-509 được điều sang Chi hạm đội U-boat 10 từ ngày 1 tháng 7, 1942 để hoạt động trên tuyến đầu cho đến khi bị mất.

#### Chuyến tuần tra thứ nhất
U-509 khởi hành từ cảng Kiel, Đức vào ngày 25 tháng 6, 1942 cho chuyến tuần tra đầu tiên trong chiến tranh. Nó tiến ra Bắc Hải, rồi băng qua khe GI-UK giữa Iceland và quần đảo Faroe để vòng qua quần đảo Anh. Chiếc U-boat tiếp tục băng qua suốt Đại Tây Dương để hoạt động tại các vùng biển Caribe, vịnh Mexico và dọc theo bờ biển Đông Bắc của Brazil. Tuy nhiên nó không đánh chìm được mục tiêu nào, nên kết thúc chuyến tuần tra khi quay trở về cảng Lorient bên bờ Đại Tây Dương của Pháp đã bị Đức chiếm đóng, đến nơi vào ngày 12 tháng 9. Lorient trở thành căn cứ hoạt động chính của chiếc tàu ngầm cho đến khi nó bị mất.

### 1943

#### Chuyến tuần tra thứ tư – Bị mất
Tiếp tục dưới quyền chỉ huy của hạm trưởng Werner Witte vừa mới được thăng hàm Thiếu tá Hải quân, U-508 xuất phát từ Lorient vào ngày 3 tháng 11 cho chuyến tuần tra thứ tư, cũng là chuyến cuối cùng, và đã đi ra Đại Tây Dương theo hướng Tây Nam đến vùng biển phía Nam quần đảo Azores. Tại đây vào ngày 15 tháng 7, nó bị một máy bay ném bom-ngư lôi TBM Avenger và một máy bay tiêm kích F4F Wildcat thuộc Liên đội VC-29 xuất phát từ tàu sân bay hộ tống USS Santee của Hải quân Hoa Kỳ phát hiện. Một quả ngư lôi dò âm FIDO Mark 24 do chiếc Avenger thả xuống đã đánh trúng chiếc tàu ngầm, khiến nó đắm ở vị trí về phía Tây Bắc Madeira, tại tọa độ 34°02′B 26°01′T / 34,033°B 26,017°T. Toàn bộ 54 thành viên thủy thủ đoàn của U-508 đều đã tử trận.

### "Bầy sói" tham gia
U-509 từng tham gia hai bầy sói:
- Streitaxt (20 tháng 10 – 2 tháng 11, 1942)
- Schlagetot (9 – 15 tháng 11, 1942)

### Tóm tắt chiến công
U-509 đã đánh chìm được năm tàu buôn với tổng tải trọng 29.091 GRT, gây tổn thất toàn bộ cho một chiếc tải trọng 7.129 GRT, đồng thời gây hư hại cho ba chiếc khác tổng tải trọng 20.014 GRT:
| Ngày              | Tên tàu        | Quốc tịch      | Tải trọng | Số phận          |
| ----------------- | -------------- | -------------- | --------- | ---------------- |
| 26 tháng 10, 1942 | Anglo Mærsk    | United Kingdom | 7.705     | Bị hư hại        |
| 27 tháng 10, 1942 | Pacific Star   | United Kingdom | 7.951     | Bị đánh chìm     |
| 27 tháng 10, 1942 | Stentor        | United Kingdom | 6.148     | Bị đánh chìm     |
| 28 tháng 10, 1942 | Hopecastle     | United Kingdom | 5.178     | Bị hư hại        |
| 28 tháng 10, 1942 | Nagpore        | United Kingdom | 5.283     | Bị đánh chìm     |
| 29 tháng 10, 1942 | Corinaldo      | United Kingdom | 7.131     | Bị hư hại        |
| 30 tháng 10, 1942 | Brittany       | United Kingdom | 4.772     | Bị đánh chìm     |
| 10 tháng 2, 1943  | Queen Anne     | United Kingdom | 4.937     | Bị đánh chìm     |
| 2 tháng 4, 1943   | City of Baroda | United Kingdom | 7.129     | Tổn thất toàn bộ |